# Xianfeng (Enshi)
Xianfeng (chiń. upr. 咸丰县; chiń. trad. 咸豐縣; pinyin Xiánfēng Xiàn) – powiat w południowo-zachodniej części prefektury autonomicznej Enshi w prowincji Hubei w Chińskiej Republice Ludowej. Liczba mieszkańców powiatu, w 2010 roku wynosiła 300618.